# جاك لي (سياسي)
جاك لي (بالإنجليزية: Jack Lee)‏ هو سياسي أمريكي، ولد في 8 أبريل 1920 في فريمونت في الولايات المتحدة، وتوفي في 10 يونيو 2014 في فارمينغتون في الولايات المتحدة. حزبياً، نشط في الحزب الجمهوري.